# Kawasaki Zephyr 1100

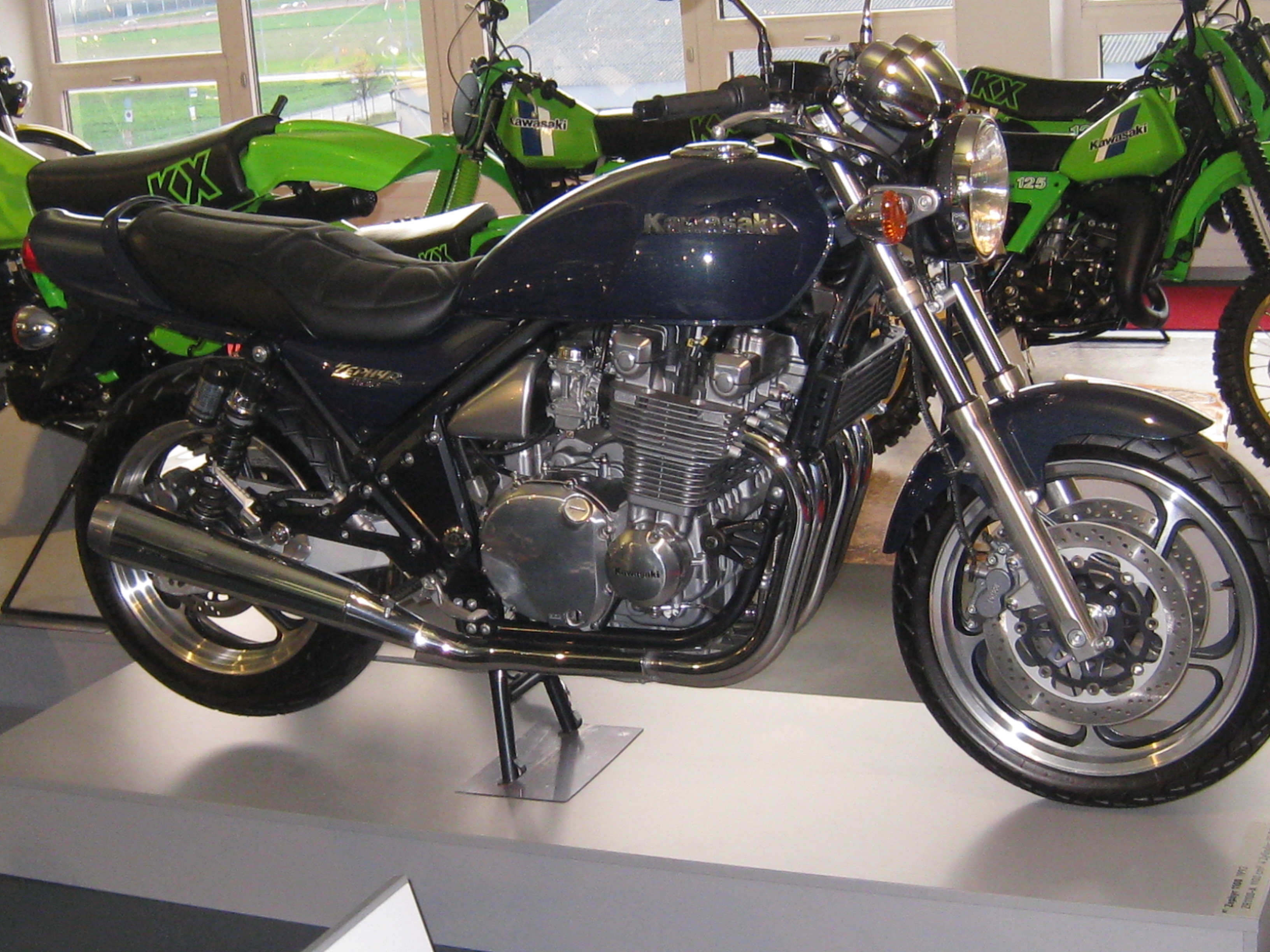
Kawasaki Zephyr 1100

Kawasaki Zephyr 1100 je motocykl firmy Kawasaki kategorie nakedbike, vyráběný v letech 1992-1998. Slabší modely jsou Kawasaki Zephyr 750, Kawasaki Zephyr 550 a pro Japonsko vyráběný Zephyr 400.

## Popis
Nakedbike klasické koncepce se vzduchem chlazeným řadovým čtyřválcem a dvěma tlumiči vzadu místo centrálního tlumiče. Slabinou je vyšší hmotnost a spotřeba při jízdě po dálnici.

## Technické parametry pro modelový rok 1992
- Motor: čtyřdobý řadový čtyřválec
- Zdvihový objem: 1062 cm³
- Ventilový rozvod: DOHC 2 ventily na válec
- Vrtání x zdvih: 73,5x62,6 mm
- Výkon při otáčkách: 67,9 kW (93k) při 8000/min
- Točivý moment: 88,26 Nm při 7000/min
- Kompresní poměr: 9:1
- Chlazení: vzduchem
- Počet rychlostí: 5
- Sekundární převod: řetěz
- Rám: dvojitý kolébkový ocelový
- Rozvor:
- Délka:
- Šířka:
- Výška:
- Výška sedla: 795 mm
- Brzdy vpředu: 2 kotouče
- Brzdy vzadu: 1 kotouč
- Pneu vpředu: 120/70 ZR18
- Pneu vzadu: 160/70 ZR17
- Suchá hmotnost: 242 kg
- Pohotovostní hmotnost: 266 kg
- Objem nádrže: 19 l
- Maximální rychlost: 207 km/h